# Timaios (författare)
Timaios (grekiska Τίμαιος, latin Timaeus) var en historieskrivare under antiken från Tauromenion på Sicilien, född omkring 350 f.Kr.
Timaios tillbringade större delen av sitt liv som landsflyktig i Aten och dog vid hög ålder. Hans viktigaste verk var ett omfattande arbete om Siciliens historia från forntiden till 264 f.Kr. I ett annat arbete skildrade han Pyrrhos fälttåg.
Några forntida historieskrivare, i synnerhet Polybios, uttalade sitt ogillande om Timaios historiska författarskap.